# Stictotarsus decemsignatus
Stictotarsus decemsignatus is een keversoort uit de familie waterroofkevers (Dytiscidae). De wetenschappelijke naam van de soort is voor het eerst geldig gepubliceerd in 1862 door Clark.